# Бэзил
«Бэзил» (англ. Basil) — драма Радхи Бхарадваджа по роману Уилки Коллинза «Basil» (1852), в русском переводе «Тайный брак». В главных ролях Джаред Лето, Клэр Форлани и Кристиан Слейтер.

## Сюжет
Действие картины происходит в Великобритании XIX века. Бэзил (Джаред Лето), молодой британский аристократ, который вырос в семейном загородном поместье Виндермер Холл. Его отец Фредерик (Дерек Джейкоби) — приверженец традиций, убеждён, что существуют вещи, которые люди их класса никогда не должны себе позволять. Связь с женщиной из более низкого класса — одна из таких вещей. Фредерик растит сына в страхе лишить его наследства, если тот когда либо поддастся искушению. Однако юный Бэзил оказывается мятежной натурой и в течение своего обучения в Оксфорде поддерживает дружеские отношения с человеком незнатного происхождения, Джоном Маннионом (Кристиан Слейтер). Бэзил влюбляется в дочь торговца тканями Джулию Шервин (Клэр Форлани), с которой его познакомил Джон, когда-то спасший ему жизнь при весьма загадочных обстоятельствах. Бэзил женится на ней и осознаёт, что всё это было лишь частью интриги.

## В ролях
- Джаред Лето — Бэзил
- Кристиан Слейтер — Джон Маннион
- Клэр Форлани — Джулия Шервин
- Дерек Джейкоби — Фредерик, отец Бэзила
- Криспин Бонэм-Картер — Ральф
- Сара Хэдлэнд — Горничная Виндермер Холла
- Стефани Багшоу — Эмма Маннион, сестра Джона
- Дженни Даунхэм — Анна, жена Ральфа
- Карли Харрис — маленькая Клара Фэирфэкс
- Джоэнна Джон — Мать Агнес
- Джорджиана Джонсон — маленькая Клара
- Джексон Лич — маленький Бэзил
- Кристофер Оуэн — Отец Маннион
- Рэйчел Пикап — Клара Фэирфэкс
- Дэвид Росс — Мистер Шервин
- Гай Уитчер — молодой Джон Маннион
- Джек Уайлд — коробейник

## Дополнительные факты
Режиссёрская версия фильма была дважды выбрана в качестве фильма, закрывающего ночь на Кинофестивале в Торонто. Фильм был удалён из программы фестиваля в последние минуты. Бэзил также был выбран для участия в Los Angeles Film Festival. В Феврале 1998, Бэзил был показан на American Film Market, где был встречен позитивно.
В Соединённых Штатах Америки фильм получил рейтинг R (рейтинг) по оценке Американской киноассоциации(MPAA) из-за сцены аборта.

## Выпуск фильма
Картина была выпущена для широкого просмотра скорректированной по мнению финансистов фильма, дополненная музыкой и дизайном по их выбору. Это версия, которая была впоследствии выпущена на кабельном телевидении, и затем записана на видеокассету и на DVD.
Хотя Touchstone Pictures выпустила фильм 22 июля 1998, на видеокассете он был выпущен 1 Февраля 2000 — Walt Disney Studios Home Entertainment. 4 марта 2003 года The Walt Disney Company (Walt Disney Studios Home Entertainment) выпустила DVD для области 1 , в то время как DVD для области 2 был выпущен 12 апреля 2005 ILC Video.

### История выпуска фильма
| Регион                    | Дата релиза      | Фестиваль или распространитель |
| ------------------------- | ---------------- | ------------------------------ |
| Соединённые Штаты Америки | 4 Марта 1998     | American Film Market           |
| Исландия                  | 9 Июня 1998      | Touchstone Pictures            |
| Норвегия                  | 22 Июля 1998     | Touchstone Pictures            |
| Индонезия                 | 12 Сентября 1998 | Touchstone Pictures            |
| Соединённые Штаты Америки | 8 Октября 1998   | The Kushner-Locke Company      |
| Япония                    | 27 Февраля 1999  | Touchstone Pictures            |
| Гонконг                   | 28 Октября 1999  | Touchstone Pictures            |
| Испания                   | 5 Мая 2000       | Sherlock Media S.L.            |
| Аргентина                 | 16 Ноября 2000   | Argentina Video Home           |
| Германия                  | 8 Июня 2007      | Kinowelt Home Entertainment    |